# 민꼬리두더지
민꼬리두더지(Euroscaptor subanura)는 두더지과에 속하는 포유류의 일종이다. 베트남에서 발견된다. 2008년 12월에 처음 기재된 신종으로 베트남 북부 땀다오 산의 구릉 지대에서 발견되었다. 2012년 신종을 공식적으로 기술했을 때, 베트남 과학기술원(VAST, Vietnam Academy of Science and Technology)에서 보유하고 있던 3점을 포함하여 9점의 표본만이 수집되어 있었지만, 이전에는 신종으로 기재되지 않았다. 독특한 외형과 핵형 분석을 통해 신종으로 확인되었다.
해발 약 200~300m 높이에 있는 석회암 구릉 지대 속의 탈락성 숲에서 산다. 대형 두더지 언덕을 만들며, 다른 두더지 아과 두더지류와 습성이 유사한 것으로 간주되고 있다. 작고 훌쭉한 두더지로 몸길이는 11~12cm이고 몸무게는 34~43g 정도이다.
주둥이는 홀쭉하고 털이 없으며, 콧구멍 둘레에 구레나룻 같은 돌기가 많이 나 있다. 꼬리는 아주 짧아서 겨우 4~5mm에 불과하여, 털때문에 거의 보이지 않는다. 꼬리가 현저하게 작아서 초기 논문에서 "일종의 사마귀와 유사하다"(resemble a wart)고 언급되어 있고, 이는 이 종을 진단하는 특징으로 간주하며, 학명 "수바누라"(subanura)는 "꼬리가 거의 없다"("almost tail-less")라는 의미이다. 현존하는 종 중에서 민꼬리두더지와 가장 가까운 종은 베트남 남부의 작은이빨두더지로 간주하고 있다.